# Palazzo del Governatore (Orbetello)
Il Palazzo del Governatore, anche Palazzo di Spagna o del Padiglione, è un edificio situato nel centro di Orbetello, in piazza Eroe dei due mondi.
L'edificio risale al XVII secolo e venne edificato in luogo di una struttura precedente per ospitare la sede del governo dello Stato dei Presidi. Il palazzo a pianta rettangolare, a due piani fuori terra, presenta antistante il prospetto frontale un porticato a cinque archi ed è caratterizzato dalla presenza di una torre campanaria centrale. Al centro del portico, edificato nel XIX secolo, è posto un busto di Giuseppe Garibaldi, opera dello scultore Ettore Ferrari.
L'arco centrale del portico è stato riaperto solo nel 2015 e ciò ha reso necessaria la rimozione della lapide in ricordo di Giuseppe Mazzini qui collocata, che è stata trasferita sulla facciata del palazzo comunale.